# Конкурс молодых танцоров «Евровидение-2011»
Евровидение для молодых танцоров 2011 (англ. Eurovision Young Dancers 2011) — 12-й конкурс молодых танцоров «Евровидение», который прошёл в Норвегии в 2011 году. Финал конкурса состоялся 24 июня 2011 года в норвежской столице — Осло. Победу на конкурсе одержал участник из Норвегии Даниэль Сарр, а Словения заняла второе место.
Конкурс проводила норвежская национальная телекомпания NRK при контроле организатора Европейского вещательного союза. В конкурсе участвовали 10 стран. От участия в конкурсе в этом году отказалась Бельгия, Великобритания, Кипр, Латвия, Румыния, Финляндия и Чехия — помимо ещё 15 стран, имеющих право на участие, но переставших участвовать ранее. О возвращении на конкурс заявили Германия и Португалия. Также состоялся дебют Хорватии и первой в истории конкурса частично признанной и не входящей в ЕВС или Совет Европы страны — Республики Косово.
Данный конкурс проводился с 1985 по 2005 год, после чего он был отменен в связи с введение нового Танцевального конкурса «Евровидение» в 2007 году. После чего изначально планировалось, что «Евровидение для молодых танцоров» вернётся в 2009 году и будет проходить в пятницу 19 июня 2009 года в «Доме танца» в норвежской столице Осло, однако директор телевизионного департамента ЕВС Бьёрн Эриксен на пресс-конференции Европейского Вещательного Союза в мае 2009 года сообщил, что конкурс «был вновь отменён из-за небольшого количества стран-участниц».

## Формат
К участию в Конкурсе допускаются танцоры в возрасте от 16 лет до 21 года. Причем участниками могут стать только соло-танцовщики, не задействованные на профессиональной основе и имеющие образование классической или современной танцевальной школы, владеющие базовыми навыками классического балета.
Во время конкурса каждый участник должен исполнить один сольный танец, продолжительность которого должна составлять не более 1 минуты 30 секунд. Музыку и стиль танца участник выбирает по своему усмотрению. Также в шоу представляется групповой танец, постановку которого осуществляют хореографы конкурса. Групповой танец исполняется участниками, разделенными на две группы.
Два участника, набравшие по решению профессионального жюри наибольшее количество баллов, исполнят в финале танец-дуэль, включающий в себя элементы сольного и группового номеров. Среди них и определяется победитель.

## Состав жюри
- Майкл Нанн
- Уильям Тревитт
- Фредрик Ридмен
- Илзе Лиепа

## Участники
| №  | Страна            | Участник             | Результат             |
| -- | ----------------- | -------------------- | --------------------- |
| 1  | Швеция            | Луиза Линд           | —                     |
| 2  | Хорватия          | Григор Баздар        | —                     |
| 3  | Германия          | Джой Каммин          | —                     |
| 4  | Норвегия          | Даниэль Сарр         | Выход в следующий тур |
| 5  | Республика Косово | Тринга Хуса          | —                     |
| 6  | Нидерланды        | Флоор Аймерс         | —                     |
| 7  | Польша            | Адам Мыслинский      | —                     |
| 8  | Словения          | Петра Зупанчич       | Выход в следующий тур |
| 9  | Португалия        | Рикардо Маседо       | —                     |
| 10 | Греция            | Спиридоула Магоритса | —                     |

### Финальная дуэль
| Страна   | Участник       | Результат    |
| -------- | -------------- | ------------ |
| Норвегия | Даниэль Сарр   | Победа       |
| Словения | Петра Зупанчич | Второе место |